# ال جورلو
ال جورلو (به اسپانیایی: El Jorullo) یک کوه در مکزیک است که در La Huacana واقع شده‌است. ال جورلو ۱٬۳۳۰ متر بالاتر از سطح دریا واقع شده‌است.